# 陶努斯山区柯尼希施泰因
陶努斯山区柯尼希施泰因（德語：Königstein im Taunus，發音：[ˈkøːnɪçʃtaɪn ʔɪm ˈtaʊnʊs] ⓘ）是德国黑森州达姆施塔特行政区上陶努斯县的城市，面积25.05平方千米，2023年12月31日人口为16,831人。